# Галачёво
Галачёво (бел. Галачова) — деревня в Брестском районе Брестской области Белоруссии, у границы с Польшей и в 28 км к северо-западу от Бреста. Входит в состав Мотыкальского сельсовета.

## История
В начале XX века — деревня Волчинской волости Брестского уезда Гродненской губернии.
После Рижского мирного договора 1921 года — в составе гмины Волчины Брестского повята Полесского воеводства Польши, 19 дворов. Неподалёку находился фольварк.
С 1939 года — в составе БССР. После этого некоторое время делилась на деревни Галачёво-1 и Галачёво-2.